# Nicanor Álvarez-Calderón
Nicanor Álvarez-Calderón Roldán, (Lima, 1854 - París, 5 de abril de 1908) fue un político peruano. Dirigente del Partido Civil, fue diputado por Lambayeque (1899-1904) y presidente de su Cámara en el periodo de 1903 a 1904.

## Biografía
Hijo de Manuel Álvarez-Calderón Olaechea y Teresa Carmen Roldán Bedoya.
Fue miembro del Concejo Municipal de Lima en 1889 y luego administrador del ferrocarril y muelle de Eten.
Se afilió al Partido Civil y fue elegido diputado por Lambayeque (1899-1904). Asumió la segunda vicepresidencia de su cámara en 1900 y la presidencia en 1903, tras derrotar a su contrincante, el diputado por Lima por el Partido Demócrata, Pedro de Osma y Pardo, con solo un voto de diferencia. 
En 1895 fue elegido diputado por la provincia de Lambayeque1895-1900, cargo que mantuvo hasta 1906 tras ser reelegido en 1901. Paralelamente, entre 1897 y 1899 fue senador suplente por Lambayeque
!1898
!1899.
En 1905 viajó a Europa para atender su salud. Falleció en París en 1908.